# Tulingos

Mapa de los pueblos galos.

Los tulingos (en latín, Tulingi) eran un pueblo celta, vecinos y probablemente clientes de los helvecios. Nos son conocidos por cuatro menciones de Julio César en sus Comentarios a la guerra de las Galias (Libro I, 5, 25, 28 & 29).

## Protohistoria
Los tulingos, con los ráuracos, los latobicos y los boyos acompañaban a los helvecios, comandados por Divicón, en su emigración hacia el oeste de la Galia. Tras la muerte de Orgétorix, los helvecios persistieron en su decisión de abandonar su territorio e instalarse en Saintonge, quemando sus 12 ciudades y sus 400 pueblos. 
Julio César se enfrentó a esta confederación en el 58 a. C. una primera vez sobre el territorio de los sécuanos, después en la batalla de Bibracte. La derrota les hizo volver a su territorio de origen, con la excepción de los boyos que se instalaron con los heduos.
Los tulingos tendrían entre 36.000 y 15.000 combatientes. Este cálculo de César no puede verificarse.

## Wikisource
- Julio César, Comentarios a la guerra de las Galias (en francés)